# Здравко Алексиев
Здравко Цончев Алексиев е български художник, график. Предпочитаната от него техника е гравюрата на дърво и линогравюрата.

## Биография
Роден е на 22 септември 1934 г. в Кърджали. Завършва Графика във ВИИИ „Николай Павлович“ в София. Преподавател му е проф. Евтим Томов.

## Творчество
По-известни негови творби са: 
- „Хирошима“ (1965, монотипия),
- „Къщата иа Хемингуей“ (1966, цветна графика),
- „Латинска Америка“ – 1 (1966, графика),
- „Латинска Америка“ (1966, графика),
- „Мулатка“ (1966, графика).

Участва в редица международни конкурси, както и в много български графични изложби. Изложби прави и в чужбина – Москва, Хавана, Молдова, Букурещ, Рим, Алжир, Виетнам, Лондон, Копенхаген, Австралия и др. Урежда самостоятелни изложби в София (1967, 1970, 1978).